# Alejandro Abad
Alejandro Abad (Santiago de Chile, 22 de septiembre de 1962) es un cantante, compositor y productor musical hispano-chileno. Participó dos veces en el Festival de Eurovisión, en 1994 como cantante y compositor, y en 2001 como compositor. Ganó como compositor en dos ocasiones el Festival de la OTI y ha colaborado con decenas de cantantes de carrera internacional, además de participar en el despegue del fenómeno Operación Triunfo.

## Biografía
Alejandro Abad es uno de los compositores y productores españoles con más éxitos en el mercado discográfico español y latinoamericano. Sus canciones suman más de 33 millones de unidades vendidas por diferentes países del mundo. Ha compuesto más de 1000 canciones que han sido interpretadas, entre otros, por David Bisbal, Paulina Rubio, David Civera, Armando Manzanero, Pastora Soler, Dyango, Raúl o David Bustamante. Colabora estrechamente con compañías de la industria musical como Universal Music, EMI Music, Sony Music y Vale Music, entre otras. A lo largo de su carrera ha recibido numerosos y prestigiosos premios. Sus producciones musicales las desarrolla básicamente entre Barcelona, Milán, Madrid, Santiago de Chile y Miami.
En 1993 ganó el Festival OTI representando a España con su canción “Enamorarse”, en la voz de Ana Reverte. En 1995 volvió a ganar el mismo certamen con su canción “Eres mi debilidad”, en la voz de Marcos Llunas. En 1994 compuso y defendió "Ella no es ella", en el Festival de Eurovisión en Dublín. Al cierre de la votación, recibió 17 puntos, ubicándose en el puesto 18 de un total de 25 concursantes.
En el año 2000 fue pionero en España creando su empresa Garsa Music, S.L. e implantando el Full Rights Management (Productora discográfica, Editorial y Management). Aunó bajo una misma marca varios modelos de negocio relacionados con la explotación comercial de artistas y canciones, modalidad que unos años más tarde las discográficas más relevantes adoptaron como modelo único.
En 2001 compuso "Dile que la quiero", con la que David Civera consiguió el sexto puesto en el Festival de Eurovisión en Copenhague, la mejor posición de los últimos 21 años para España hasta el tercer puesto de Chanel en Eurovisión 2022. “Dile que la quiero” fue número 1 en las más importantes listas de éxitos y se convierte en un gran éxito en España.
Durante ocho años organizó y produjo más de 800 conciertos para diferentes artistas y gestionó con éxito su Editorial Garsa Music.
En 2006 fue nominado por la Academia de la Música como Mejor Productor Artístico en España.
En 2013 fue socio fundador de ESART, Escuela Superior de las Artes Escénicas, adscrita oficialmente a la Bath Spa University del Reino Unido con titulaciones oficiales de grado universitario, todo ello desde Barcelona.
Abad colabora activamente en distintos proyectos solidarios, entre los que destaca la grabación de un videoclip solidario con 5.000 niños del mundo con su canción "Ahora más que nunca", el mayor coro de la historia. La canción tiene una aportación solidaria con el visionado del vídeo. Todo el beneficio conseguido es destinado a la ONG Jóvenes y Desarrollo, que trabaja en países desfavorecidos junto a niños de la calle, atendiendo a personas con ébola.
En julio de 2017 comenzó a colaborar en el programa Mad in Spain, un espacio en la noche del domingo que fue presentado por Jordi González en Telecinco.
Es padre de la compositora y autora Sara Abad, que con apenas 20 años ha destacado en la escena musical latino-hispana, escribiendo canciones para reconocidos artistas. 

### Operación Triunfo 2001
En 2001 Alejandro Abad participó activamente junto con Gestmusic Endemol y la discográfica Vale Music en la gestación del reality Operación Triunfo. Fue el productor y coautor de la canción más vendida en menos tiempo en la historia discográfica en España, "Mi música es tu voz". Interpretada por los 16 concursantes del reality musical, consiguió vender más de un millón y medio de copias en menos de un mes.

### Gran  Hermano Vip 5(2017)
A finales de diciembre de 2016 el productor musical fue confirmado como nuevo concursante de Gran Hermano VIP que dio comienzo el 8 de enero de 2017 en Telecinco. Su compromiso era crear y producir una canción dentro del reality "Mi gran hermano, mi amigo". Finalmente ésta no se editó por la negativa de algunos participantes debido al favoritismo que ello podría suponer. El 23 de febrero salió expulsado, con lo que se convirtió en el 6º expulsado del reality con un 50,02 %, tras cuatro nominaciones y 46 días.